# 3-ميثوكسي-4-هيدروكسي فينيل الغليكول
3-ميثوكسي-4-هيدروكسي فينيل الغليكول (اختصاراً MHPG) هو ناتج استقلاب (أيض) النورإبينفرين (النورأدرينالين) في الجسم، وهو ناتج الاستقلاب الأساسي له في الدماغ.
يطلق هذا المركب في مجرى الدم وفي السائل الدماغي الشوكي؛ ومن الممكن أن يستخدم تركيزه في عينات الدم للإشارة إلى نشاط الجهاز العصبي الودّي.
وجد أن التراكيز المنخفضة من 3-ميثوكسي-4-هيدروكسي فينيل الغليكول في الدم وفي السائل الدماغي الشوكي تكون مترافقةً مع فقدان الشهية العصابي (القهم العصابي) والحالات المرافقة لإدمان القمار.

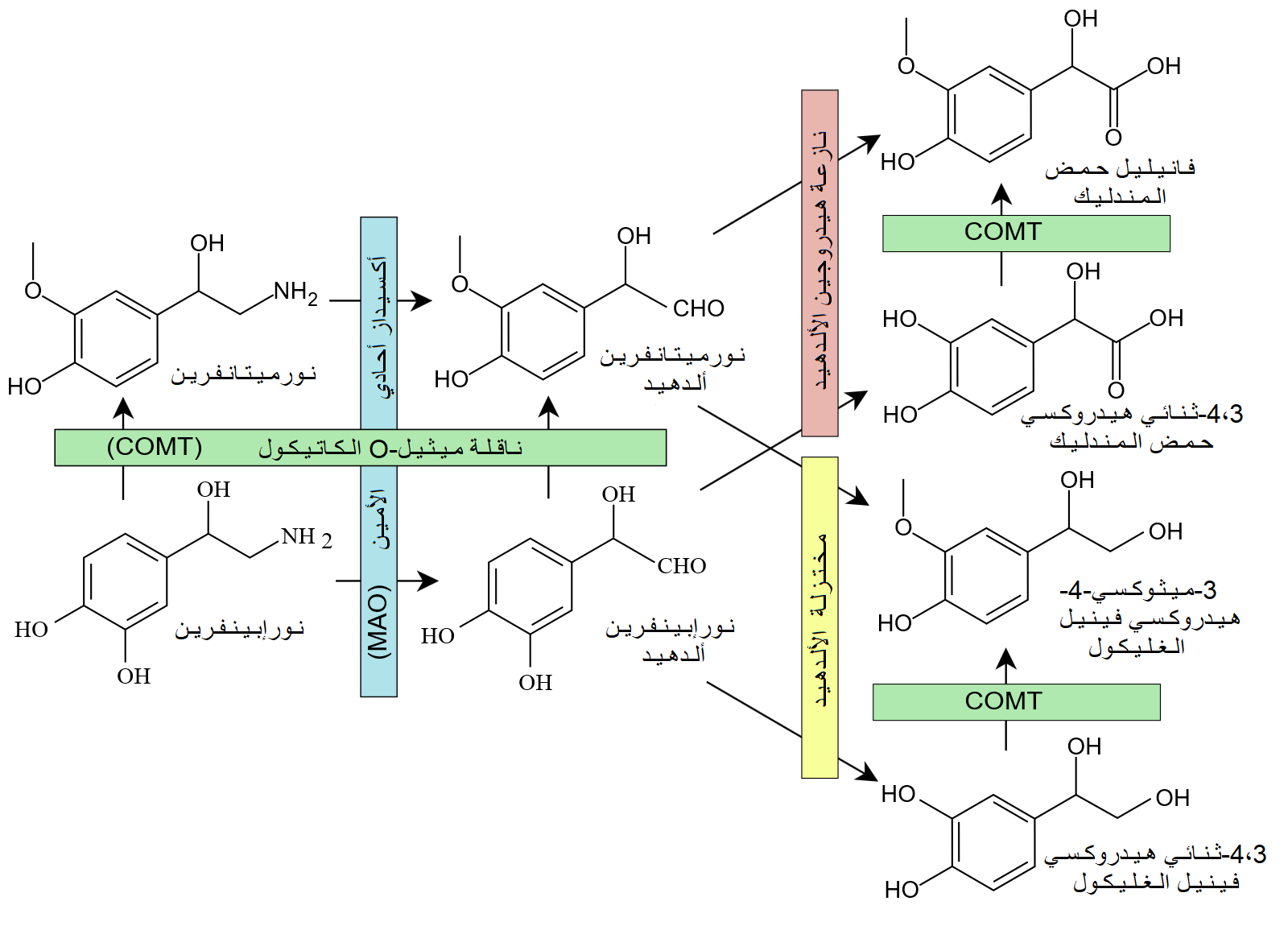
تكسير النورإبينفرين. حيث يظهر 3-ميثوكسي-4-هيدروكسي فينيل الغليكول واحداً من المستقلبات.